# هيلين أدولف
هيلين أدولف (بالإنجليزيَّة: Helen Adolf؛ بالألمانيَّة: Helen Adolf) هي كاتِبة ومترجمة وشاعرة أمريكية ونمساوية، ولدت في 31 ديسمبر 1895 في فيينا في النمسا، وتوفيت في 13 ديسمبر 1998 في ولاية كوليج في الولايات المتحدة.